# Neoklassische Theorie
Unter neoklassischer Theorie oder Neoklassik wird eine wirtschaftswissenschaftliche Richtung verstanden, die in der zweiten Hälfte des 19. Jahrhunderts begründet wurde und die klassische Nationalökonomie ablöste. Charakterisiert wird die Neoklassik nicht durch bestimmte Lehrsätze, sondern durch ihre Methode, insbesondere das Marginalprinzip, das in Begriffen wie Grenzkosten oder Grenzerlös zum Ausdruck kommt. Wesentlich haben zu ihrer Entstehung die Ökonomen Alfred Marshall, William Stanley Jevons und Léon Walras beigetragen.
Die neoklassische Ökonomie dominierte historisch die Makroökonomie und bildete zusammen mit dem Keynesianismus die neoklassische Synthese, welche den Konsens der Mainstream-Ökonomie der 1950er bis 1970er Jahre darstellte. Sie floss ein in die neue neoklassische Synthese, die auch als Neukeynesianismus bekannt ist. Der Neukeynesianismus ist der aktuelle wissenschaftliche Konsens der internationalen Wirtschaftswissenschaft.
Es gab viele Kritiken aus der heterodoxen Ökonomie an der neoklassischen Ökonomie, von denen einige in neuere Versionen der neoklassischen Theorie integriert wurden, zum Beispiel in der Analyse von Marktversagen, der Spieltheorie oder der Informationsökonomik.

## Historische Entwicklung
Ausgangspunkt der Neoklassik waren die Grenznutzenschule und das von ihr begründete Marginalprinzip. Diese Lehren wurden ungefähr gleichzeitig und unabhängig voneinander um 1870 von William Stanley Jevons in England, Carl Menger in Österreich und Léon Walras in der Schweiz entwickelt. Damit wurde die klassische Wert- und Preistheorie, die Werte und Preise hauptsächlich durch Produktionskosten erklärte, um eine subjektive Komponente ergänzt. Zugleich veränderte das Marginalprinzip auch die Produktionskostentheorie selbst, indem sie konstante Produktionskoeffizienten durch variable Grenzkosten ablöste.
Ein weiteres Charakteristikum der Neoklassik ist neben dem Marginalprinzip die Betonung von Märkten, die als prinzipiell sinnvoller und überlegener Allokationsmechanismus betrachtet werden. In diesem Punkt knüpft die Neoklassik an die Klassik und deren Vorstellung einer „unsichtbaren Hand“ an und präzisiert ihre Lehren.
Während und nach der Weltwirtschaftskrise wurden die makroökonomischen Implikationen der Neoklassik kritisiert, da diese weder eine zufriedenstellende Erklärung für eine so schwerwiegende Krise lieferte, noch erfolgversprechende wirtschaftspolitische Empfehlungen abgab. Diese Lücken versuchten John Maynard Keynes und der darauf aufbauende Keynesianismus zu schließen. Dies bedeutete jedoch keineswegs ein Ende der Neoklassik: Zum einen blieb die Mikroökonomie von der Kritik unberührt, zum anderen erlebte neoklassisches Denken eine Renaissance auch in der Makroökonomie, nachdem im Gefolge der Stagflation der 1970er-Jahre der Keynesianismus seinerseits in eine Glaubwürdigkeitskrise geriet.
Seit den 1950er Jahren nimmt die Neoklassik eine vorherrschende Stellung ein, insbesondere bei der Methodenwahl, doch koexistiert sie stets mit konkurrierenden Strömungen.

## Grundannahmen und Modelle
Die Neoklassik ist keine einheitliche Strömung; insbesondere ist „Routineforschung“ innerhalb der Neoklassik von den essentiellen Bausteinen des heutigen neoklassischen „Mainstreams“ zu unterscheiden. Unter Bezug auf Michael Fritsch nennt Ulrich Hampicke die folgenden fünf konstitutiven Merkmale der „naiven“ „Lehrbuch“-Neoklassik:
- Methodischer und normativ-politischer Individualismus;
- Utilitarismus im Sinne einer teleologisch-konsequentialistischen Ethik, der Trennung von Werturteilen und Instrumenten, der Orientierung an menschlicher Nutzenstiftung und der abwägenden Kalkulation;
- Annahme individuell rationalen Verhaltens (d. h.: Vorliegen einer vollständigen Präferenzordnung, Transitivität der Präferenzen);
- Tauschparadigma, konsequentes Denken in Opportunitätskosten;
- Glauben an die unsichtbare Hand und das Substitutionsparadigma.

Diese fünf Axiome könnten jedoch verändert werden, wenn sich die hinter ihnen stehenden empirischen Annahmen als grob unzutreffend erweisen. Als wichtige Felder von Einschränkungen und Ergänzungen nennt Hampicke
- die Möglichkeit freiwilliger Kontrakte, mit denen die Individuen ihre Handlungsfreiheit zu Gunsten kooperativen oder koordinierten Verhaltens einschränken;
- die Möglichkeit einer „Government-Assisted Invisible Hand“, die markt-förmige Allokationen dort ermöglicht, wo diese aufgrund prohibitiver Transaktionskosten nicht spontan erreicht werden;
- Einführung institutionsökonomischer Analyseansätze (strategisches Verhalten, unvollständige Information, „Macht“ in Tauschbeziehungen etc.).

Auch bei Verwendung „kollektiven“ Verhaltens als Erklärung werde jedoch niemals der Boden des methodischen Individualismus verlassen.

### Homo oeconomicus
Die zentrale Illustration der Annahme der neoklassischen Theorie ist das Modell des „Homo oeconomicus“. Dabei handelt es sich um ein fiktives Wirtschaftssubjekt, das feststehende Präferenzen hat und rational handelt in dem Sinne, dass es unter gegebenen Alternativen stets diejenige auswählt, die seinen eigenen Nutzen maximiert. Zu beachten ist hier, dass „Nutzen“ empirisch aus der Analyse von beobachteten Entscheidungen zwischen Alternativen rekonstruiert wird, ohne dass diesen Entscheidungen im ethischen Sinne eigennützige Motive unterstellt werden müssen.
Das Prinzip rationalen Verhaltens ist auf zwei Institutionen übertragen worden:
- Die Haushalte, die im Rahmen ihrer Möglichkeiten (bestimmt durch gegebene Preise, Löhne und sonstiges Einkommen) die nutzenmaximierende Alternative (das Haushaltsoptimum) wählen.[10]
- Die Unternehmen, welche unter den jeweiligen Bedingungen wie vollständige Konkurrenz, Oligopol, Monopol etc. und gegebener Technologie die Produktion auswählen, die dem Unternehmensziel (häufig, aber nicht notwendigerweise, Gewinnmaximierung) am besten entspricht.

### Neoklassik als Theorie der Optimierungsentscheidungen
Zusammengenommen führt die Neoklassik mit Hilfe der Marginalanalyse alles wirtschaftliche Geschehen auf individuelle Optimierungsentscheidungen zurück: Unternehmen maximieren ihren Profit, woraus sich die Faktornachfragekurven und Güterangebotskurven ergeben. Haushalte maximieren ihren Nutzen, woraus sich die Faktorangebotskurven und Konsumgüternachfragekurven ergeben.
Ausgehend von diesem von Léon Walras entwickelten Grundprinzip verwendet die neoklassische Theorie mathematische Methoden, die oft als „Marginalismus“ bezeichnet werden. Indem Carl Menger, Friedrich Wieser und Eugen Böhm-Bawerk das Grenzkalkül einführten, haben sie gewissermaßen zweihundert Jahre nach Newton und Leibniz die Differentialrechnung neu entdeckt.
Aus dem Grundprinzip von Walras ergibt sich, dass die neoklassische Theorie grundsätzlich als ein System von Optimierungsaufgaben unter Nebenbedingungen aufgestellt und mit den mathematischen Methoden der Maximierung (zum Beispiel der Lagrangemethode) analysiert werden kann. Dadurch ergeben sich Optimierungsbedingungen wie das Zweite Gossensche Gesetz oder die Wertgrenzproduktregel.
Im Laufe der Entwicklung wurde dieses Grundprinzip verfeinert, indem das Verhalten innerhalb des Haushaltes (Ökonomische Theorie der Familie von Gary Becker) und innerhalb des Unternehmens (Prinzipal-Agenten-Theorie) als Optimierung betrachtet wurde. Außerdem wird der Ansatz auf weitere Bereiche wie Politik (Neue politische Ökonomie) oder Rechtssystem ausgedehnt.

### Vollkommener Markt
Viele Modelle der neoklassischen Theorie gehen von vollkommenen Märkten aus, und zwar sowohl zur Untersuchung realer Märkte als auch als Referenz im Vergleich zu Modellen unvollständiger Konkurrenz. Dabei wird angenommen, dass der Markt die Preise vorgibt und der Unternehmer als Mengenanpasser reagiert.
Es werden jedoch auch Modelle unvollständiger Konkurrenz analysiert:
- Monopol (Monopson): Es gibt für das betrachtete Gut nur einen Anbieter (bzw. Nachfrager). Durch die vom Produzenten angebotene (bzw. nachgefragte) Menge wird der Preis bestimmt.
- Duopol, Oligopol: Es existieren zwei oder mehrere Anbieter. Um diesen Fall zu analysieren, müssen weitere Annahmen über das strategische Verhalten der Unternehmen gemacht werden.

### Weitere Standardannahmen
- Information und Informationsgewinnung: Grundmodelle der Neoklassik gehen von vollständiger Information aus. Diese Annahme wird aber in vielen Modellen ersetzt durch beschränkte Information. Außerdem kann Informationsgewinnung integriert werden, indem Suchkosten und Transaktionskosten berücksichtigt werden.
- Keine Externalitäten: Produktionsentscheidungen eines Unternehmers wirken nur über den Markt auf den Konsum bzw. die Produktion anderer Individuen. Die Umweltökonomik kann als jenes Feld der Neoklassik bezeichnet werden, das systematisch in Bezug auf Umweltexternalitäten auf diese Standardannahme verzichtet.
- Private Güter: Die betrachteten Güter stiften nur dem Nutzen, der sie besitzt (Rivalitätsprinzip). Alle anderen Individuen können durch rechtliche und/oder technische Maßnahmen vom Konsum ausgeschlossen werden (Ausschlussprinzip). Das Modell kann aber auf öffentliche Güter (Kollektivgüter) erweitert werden.

Auch für die Analyse von institutionellen Gegebenheiten wie Verträgen, Privateigentum, Unternehmen, Wahlsystemen und Verfassungen im Rahmen der Neuen Institutionenökonomik werden einige der Zusatzannahmen aufgehoben.

## Zentrale Thesen
Die neoklassische Theorie lieferte mit ihrer marginalistischen Betrachtung die theoretischen Grundlagen für die Auflösung des Wertparadoxons in der klassischen Nationalökonomie. Der Wert (ausgedrückt als Preis) eines Gutes ergibt sich danach aus seinem Grenznutzen (Nachfrage) und seinen Grenzkosten (Angebot).
Von der klassischen Nationalökonomie hob sich die Neoklassik unter anderem durch die verschobene Fragestellung ab: Paradigma der Klassik war die Produktion: Sie fragte nach dem Ursprung, dem Wachstum und der Verteilung des wirtschaftlichen Reichtums in der Gesellschaft. Paradigma der Neoklassik ist der Tausch (Handel) zwischen rationalen Individuen: Sie fragt nach der optimalen Verteilung (Allokation) gegebener knapper Ressourcen auf verschiedene Verwendungen und Individuen mit festen Interessen und vorgegebener Ausstattung an Gütern und Fähigkeiten.
Die Verteilungstheorie folgt der Grenzproduktivität und nicht der Arbeitswerttheorie.
In der Neoklassik gibt es eine scharfe Trennung zwischen dem realen Sektor einer Wirtschaft, in dem die relativen Preise aller Güter und Produktionsfaktoren, die Produktionsmengen der verschiedenen Konsumgüter und die Verteilung (Allokation) der Produktionsfaktoren auf die Produktion verschiedener Güter bestimmt wird, und dem monetären Sektor, in dem letztlich nur die Geldpreise bestimmt werden, und von dem keine (längerfristigen) Wirkungen auf den realen Sektor ausgehen. Diese realwirtschaftliche „Neutralität des Geldes“ findet ihre theoretische Erklärung in der Quantitätstheorie des Geldes.
Gleichgewicht
Weiteres zentrales Element der Neoklassik ist die Gleichgewichtsanalyse. Die ökonomische Analyse wird wesentlich als Analyse von Märkten im Gleichgewicht von Angebot und Nachfrage verstanden: Sei es (bei Léon Walras) im Sinne eines instantanen allgemeinen Gleichgewichts auf allen Märkten (bestimmt durch die Lösung eines Systems von Gleichungen), oder sei es (bei Alfred Marshall) im Sinne von partiellen Gleichgewichten auf den jeweils betrachteten Märkten in verschiedenen Zeithorizonten (etwa sehr kurzfristig zur Bestimmung von Marktpreisen, oder langfristig zur Bestimmung von normalen Preisen).
Die neoklassische Theorie geht grundsätzlich von der Funktionsfähigkeit und Stabilität marktwirtschaftlicher Systeme aus. Auf allen Märkten herrscht ein Gleichgewicht zwischen Angebot und Nachfrage, wodurch auch die Preise aller Konsumgüter und Produktionsfaktoren bestimmt sind. Störungen und Krisen werden auf Unvollkommenheiten des Marktes zurückgeführt, der Markt findet nach Beseitigung dieser Unvollkommenheit wieder in ein Gleichgewicht (siehe auch Allgemeine Gleichgewichtstheorie).
Eine Konsequenz aus dieser Kombination von individueller Optimierung und Gleichgewichtsdenken ist die Unmöglichkeit von unfreiwilliger Arbeitslosigkeit und Überproduktion, solange kompetitive Märkte nicht durch staatliche Intervention oder andere Verzerrungen (zum Beispiel von Gewerkschaften erzwungene überhöhte Löhne) in ihrer Funktion behindert werden. Die Neoklassik sieht damit das saysche Theorem immer erfüllt, das allgemeine (gesamtwirtschaftliche) und längerfristigere Ungleichgewichte ausschließt, da sich jedes (gesamtwirtschaftliche) Angebot auch seine Nachfrage schaffe. Im Hinblick auf den Kapitalmarkt setzt dies voraus, dass über den Zins als Preis des Kapitals auch Sparen und Investition sich im Gleichgewicht befinden.
Pareto-Optimum
Ein Pareto-Optimum, benannt nach Vilfredo Pareto (1848–1923), ist ein Zustand der Gesamtwirtschaft, in dem niemand besser gestellt werden kann, ohne dass ein anderer schlechter gestellt wird. Das Pareto-Optimum ist der normative Schlüsselbegriff der Neoklassischen Theorie und das Gegenstück zum positiven Begriff des Gleichgewichts. Das Erste Wohlfahrtstheorem verbindet diese beiden: Hiernach ist ein Gleichgewicht bei vollkommenem Wettbewerb stets ein Pareto-Optimum. Dieser Satz ist mathematisch beweisbar und die Fortentwicklung der intuitiven Vorstellung einer „unsichtbaren Hand“: Unter idealisierenden Annahmen führt Marktwirtschaft nicht zu Chaos, sondern zu einem gesellschaftlich wünschenswerten Zustand.

## Universitäre Lehre
In der universitären Lehre sind heute fast ausschließlich neoklassische, konsequent marktwirtschaftliche Ökonomen vertreten. Punktuell kommen noch Spieltheorie und experimentelle Ökonomie vor. Im Mai 2014 wurde diese Dominanz von einem Bündnis von 40 Studenten-Vereinigungen aus 19 Staaten kritisiert und stattdessen eine Theorienpluralität in der ökonomischen Lehre gefordert. So würden in Universitäten die sich gegenseitig widersprechenden ökonomischen Theorien nicht gleichberechtigt vertreten und andere Schulen nicht in die Lehre mit einbezogen. Durch die daraus folgende methodische Einseitigkeit (vor allem quantitative Untersuchungen) könne die Ökonomie deshalb auf viele Fragen wie z. B. Finanzmarktstabilität und Klimawandel keine passenden Antworten finden. Unterstützung erfuhren die Initiatoren unter anderem von Thomas Piketty. Bereits 2012 hatten über 1000 Forscher und Studenten ein Memorandum verfasst, um auf „Fehlentwicklungen innerhalb der Disziplin“ hinzuweisen.

## Kritik
John Maynard Keynes kritisierte die makroökonomischen Aspekte der Neoklassischen Theorie.
In der Neuen Institutionenökonomik, so etwa in der Transaktionskostentheorie oder der Prinzipal-Agent-Theorie, werden Faktoren wie asymmetrische Information und Opportunismus berücksichtigt. Außerdem ist begrenzte Rationalität häufig eine realitätsnähere Annahme als die des vollständig rationalen Homo oeconomicus.
Ökonomen wie Joan Robinson und Edward Hastings Chamberlin versuchten mit dem Modell der unvollständigen Konkurrenz ein zutreffenderes Bild der Realität zu entwerfen.
Vertreter der Umweltökonomik werfen der Neoklassik vor, zur Ignoranz des klassischen Produktionsfaktors Boden zu tendieren, in dem sich die ökologische Begrenztheit menschlichen Wirtschaftens spiegle. Mit grundsätzlicherer Kritik an der Natur-, Macht- und Gerechtigkeitsvergessenheit der Neoklassik bemüht sich die Ökologische Ökonomik um eine ökonomische Theorie nachhaltiger Entwicklung.
Joseph Schumpeter und andere lehnten die statische Betrachtungsweise der Neoklassik ab, da sie die Dynamik der wirtschaftlichen Prozesse nur unzureichend erklären könne.
In der Kapitalkontroverse oder in der neoricardianischen Theorie werden die preis-, verteilungs-, wachstums- und kapitaltheoretischen Aussagen der Neoklassik in Frage gestellt. Eine Grundlage für diese Kritik ist die Schrift Piero Sraffas The Law of Returns under Competitive Conditions (1926), in der Sraffa vor allem die Annahme eines fallenden Grenzprodukts der Arbeit kritisiert, was weitreichende Konsequenzen für alle weiteren Annahmen der Neoklassik mit sich bringt. In den 1960er Jahren kritisierten Sraffa und weitere Forscher auch die neoklassische Annahme eines einheitlichen Kapitals, ohne die sich nicht die Deckung des Zinssatzes mit einem angenommenen Grenzprodukt des Kapitals behaupten lässt.
Eine umfassende Kritik der Neoklassik hat Steve Keen mit dem Buch Debunking Economics vorgelegt, in dem neben oben genannten auch prominente, neoklassische Autoren gegen die Neoklassik angeführt werden, deren Veröffentlichungen insofern in gängigen, neoklassischen Lehrbüchern ignoriert würden.
Neben diesen fachinternen Kontroversen wird auch Kritik von externer Seite, genauer: der Wissenschaftstheorie, geübt. Im deutschsprachigen Raum ist in diesem Zusammenhang v. a. die Kritik Hans Alberts bekannt geworden, der die Art und Weise neoklassischer Modellbildung als „Modell-Platonismus“ bezeichnet hat. Albert kritisiert dabei in erster Linie die Tatsache, dass die Modellierung oft unter umfassende Ceteris-paribus-Vorbehalte gestellt wird, wobei man über alle relevanten Rand- und Anfangsbedingungen, die eine Unter-Sonst-Gleichen-Bedingungen-Situation genau kennzeichnen, oft keine Kenntnis besitzt. Diese Ceteris-paribus-Vorbehalte ermöglichen jedoch die komplette Immunisierung einer Theorie gegen die Erfahrung: Erweist sich eine Theorie als empirisch widerlegt, kann man sich immer auf den Standpunkt zurückziehen, dass die Theorie doch stimme, nur die relevanten Rand- und Anfangsbedingungen im speziellen Fall nicht vorgelegen hätten. Der Wissenschaftstheoretiker Alexander Rosenberg gelangt zu der Auffassung, dass die Neoklassik oft keine empirisch gehaltvollen Theorien vorlege, also nicht handfeste empirische Forschung betreibe, sondern lediglich komplexe Mathematik, die mit der Realität nur noch wenig zu tun habe.
Auch der österreichische Ökonom Stephan Schulmeister kritisiert, dass die neoklassische Gleichgewichtstheorie keine empirisch-realistische, sondern eine abstrakt-idealistische Wirtschaftstheorie ist, der Mathematik den „Schein von Objektivität“ verleihe. Doch die Angebots- und Nachfragekurven seien empirisch nicht beobachtbar, sondern lediglich einzelne Tauschakte, von denen man nicht wisse, ob sie zu Gleichgewichtspreisen erfolgten. Da „Produktdifferenzierungen bedeutend und in der Konkurrenz der Anbieter ausschlaggebend sind, darf die Logik des Marktdiagramms nicht angewendet werden.“ Völlig sinnlos sei die Verwendung von Begriffen wie der Arbeitsmarkt, da hier das Unterschiedliche über das Gemeinsame dominiere. „Die einzigen Märkte, auf denen der jeweils gehandelte Gegenstand vollkommen homogen ist, sind die Finanzmärkte.“ Doch gerade diese produzieren keine Gleichgewichtspreise.
Der Zivilisationskritiker Fabian Scheidler sieht Teile der neoklassischen Ökonomik als autoritäre Quasi-Religion, weil sie auf ausgeklügelten Modellen beruhen, denen in der Wirklichkeit nichts entspräche. So habe Ulrike Herrmann gezeigt, dass einige ihrer Vertreter zum Teil den Wirtschaftsnobelpreis für „bestürzenden Unsinn“ erhalten hätten. Habe doch auch Paul Romer am 5. Januar 2016 in einem Vortrag an der Stern School of Business Parallelen mit der Stringtheorie bescheinigt: Ihr Versagen sei dadurch verursacht, „dass sich der Respekt vor hochangesehenen Führern zu einer Unterwürfigkeit gegenüber Autoritäten, was an die Stelle von objektiven Fakten“ trete.<Paul Romer: The Trouble With Macroeconomics.
Laut Fabio De Masi wird von Wissenschaftstheoretikern und realistischen Ökonomen zuweilen bezweifelt, dass die Neoklassik überhaupt als wissenschaftlich bezeichnet werden könne. Denn Grundprinzip der Wissenschaft sei die Überprüfbarkeit der Annahmen (Axiome). Hinzu komme erschwerend, dass häufig nicht einmal die Ergebnisse neoklassischer Voraussagen stimmten. So habe beispielsweise die Einführung des Mindestlohns in Deutschland die Arbeitslosigkeit nicht erhöht, wie von neoklassischen Ökonomen in Talkshows prophezeit. Manche Studien fanden sogar einen positiven Effekt auf Nachfrage und Beschäftigung. Vor allem ignoriere die neoklassische Theorie, „dass Beschäftigte keine Kartoffeln sind.“ Denn höhere Löhne entsprechen nicht nur höheren Kosten für die Unternehmen, sondern auch einer Steigerung zahlungskräftiger Nachfrage.
In Grundlagen einer relevanten Ökonomik übt Heiner Flassbeck 2024 harte Kritik an der neoklassischen Theorie. Er bezeichnet sie als „Pseudowissenschaft“, die nicht in der Lage sei, der Politik eine ernst zu nehmende Hilfestellung zu bieten, als „Kunstlehre“, der man von vorneherein jede Berechtigung absprechen sollte, sich prognostisch oder wirtschaftspolitisch zu äußern, sowie auch als „Glasperlenspiel“, bei dem sich die Protagonisten in einer „Scheinwelt“ bewegen. Grundsätzlich nennt er die Neoklassik ganz und gar irrelevant. Dieses Urteil trifft die neoklassische Arbeitsmarkttheorie, der er konträr widerspricht, ebenso wie die Effizienzmarkthypothese, die an den Finanzmärkten ständig widerlegt werde.